# Ivar Ulrik Wallenius
Ivar Ulrik Wallenius, född 30 januari 1793 i Ackas, död 23 maj 1874 i Helsingfors, var en finländsk orientalist. 
Wallenius inledde studier vid Kungliga akademien i Åbo 1811, blev filosofie doktor 1815 och var 1815–1824 e.o. amanuens vid akademins bibliotek, från 1817 docent i arabiska språket och 1824–1853 adjunkt i orientalisk litteratur först vid Kungliga akademien i Åbo, från 1828 vid Helsingfors universitet. Under långa perioder skötte han professuren i detta ämne, men ansökte aldrig om att bli utnämnd till dess innehavare. Han donerade 1869 8 000 mark till universitetet, då en stor summa pengar, för inrättandet av en stipendiefond till förmån för studenter i orientaliska språk. Han var den förste lärare som undervisade i sanskrit vid Helsingfors universitet och antagligen förste finländare som innehade kunskaper i detta språk.